# Comité de bienfaisance et de secours aux Palestiniens

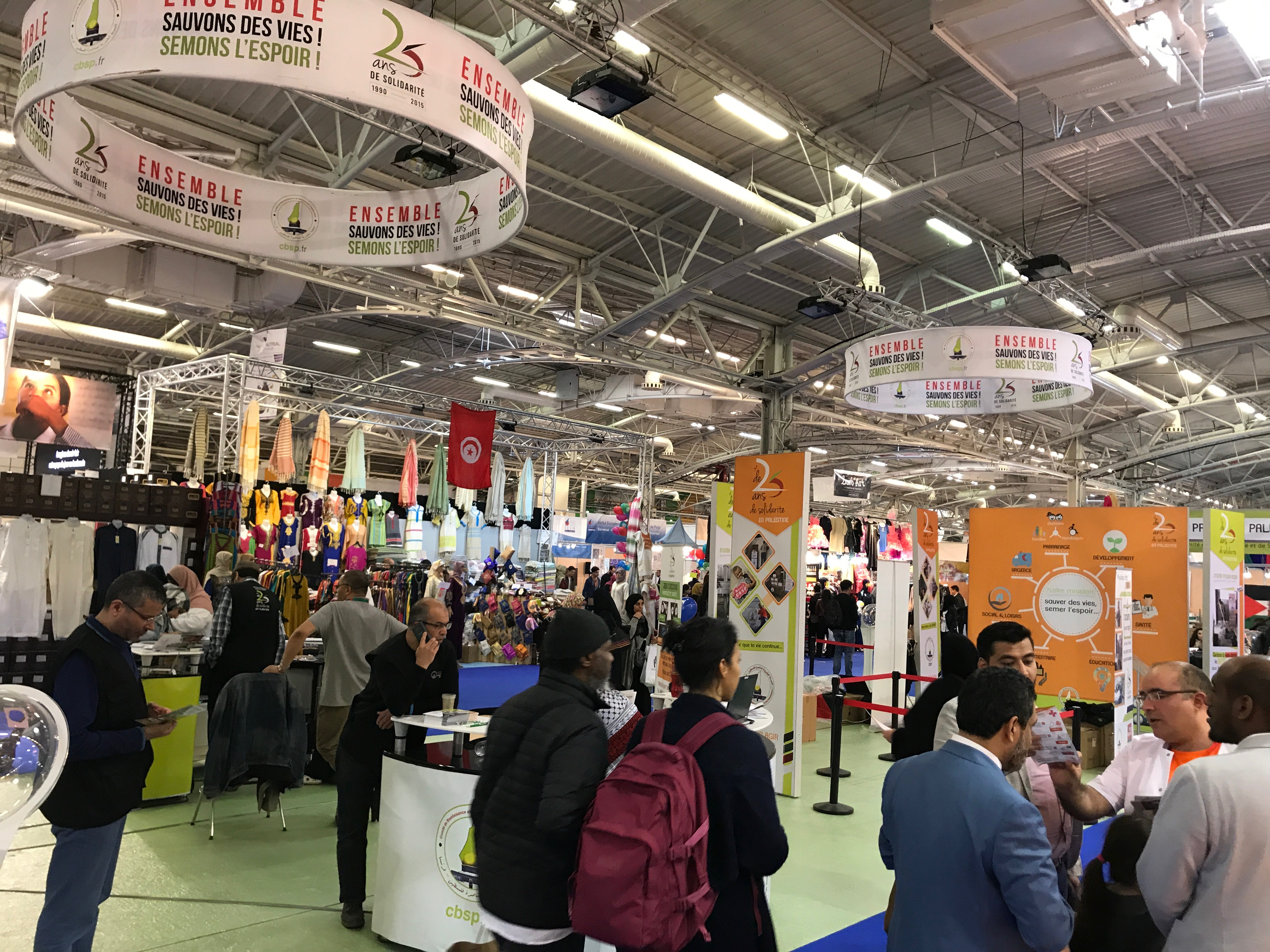
Stand du CBSP lors de la 34e Rencontre annuelle des musulmans de France en 2017.

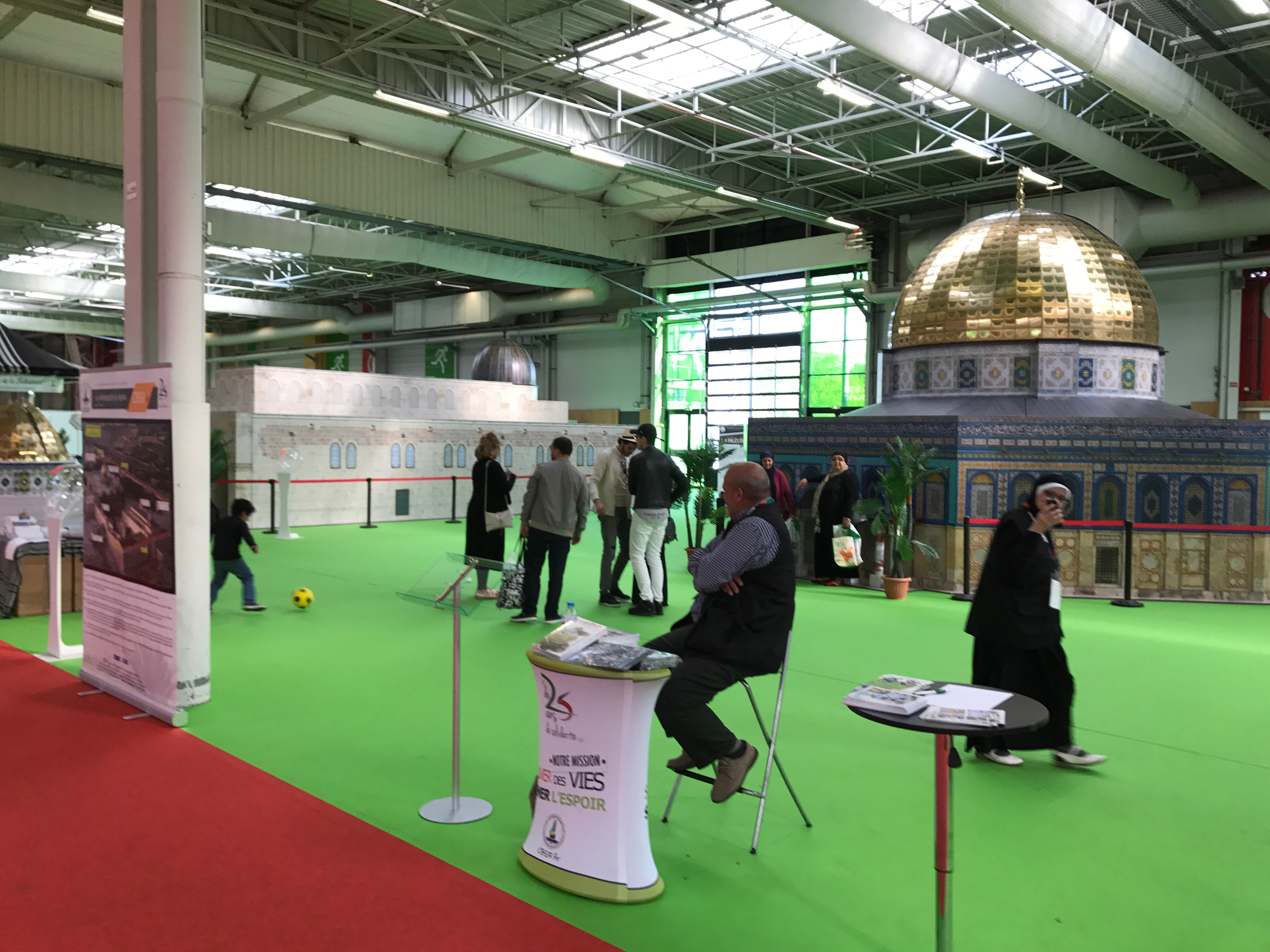
Une maquette du Dôme du Rocher au stand du CBSP lors de la 34e RAMF en 2017.

Le Comité de bienfaisance et de secours aux Palestiniens (CBSP) est une association à but humanitaire créée en 1990. Lié à l’Union des organisations islamiques de France, le CBSP a rejoint en 2008 la plateforme des ONG françaises pour la Palestine. 
L'association lance des projets divers liés à l'eau, la plantation des oliviers, le grand froid, l'éducation, l'habitat, l'aide alimentaire en plus du parrainage qui couvre une grande partie de son activité. Celle-ci s'est développée partout en France via ses antennes à Paris, à Lille, à Lyon, à Marseille, à Mulhouse et à Nantes.[réf. souhaitée]

## Terrorisme
L’organisation est placée sur la liste officielle des organisations terroristes du Canada, des États-Unis, qui la relient à l’Al-Aqsa Foundation (considérée depuis mai 2003 comme un moyen de financement du Hamas sous couvert d’aide humanitaire); l’association est également accusée de terrorisme par l’État d’Israël. 
Le CBSP dément ces accusations, considérant que les autorités américaines ont classifié comme « terroristes » l’ensemble des organisations humanitaires à destination des Palestiniens,.

## Hamas
Les accusations de financement du Hamas, reprises par Fiammetta Venner et par le CRIF, ont été contestées par l’association qui a poursuivi les auteurs pour diffamation. En première instance, Fiammetta Venner a été relaxée au bénéfice de la bonne foi, jugement confirmé en appel. Le CRIF a été reconnu coupable de diffamation et condamné à verser 3000 euros d’amende au titre de l’article 618-1 du code de procédure pénale pour diffamation envers le CBSP, décision confirmée par la Cour de cassation.